# Ahmadabad (Yazd)
Ahmadābād (farsi احمداباد) è una città dello shahrestān di Ardakan, circoscrizione Centrale, nella provincia di Yazd in Iran. Aveva, nel 2006, una popolazione di 4.693 abitanti. Si trova a nord di Ardakan.